# 東華三院李嘉誠中學

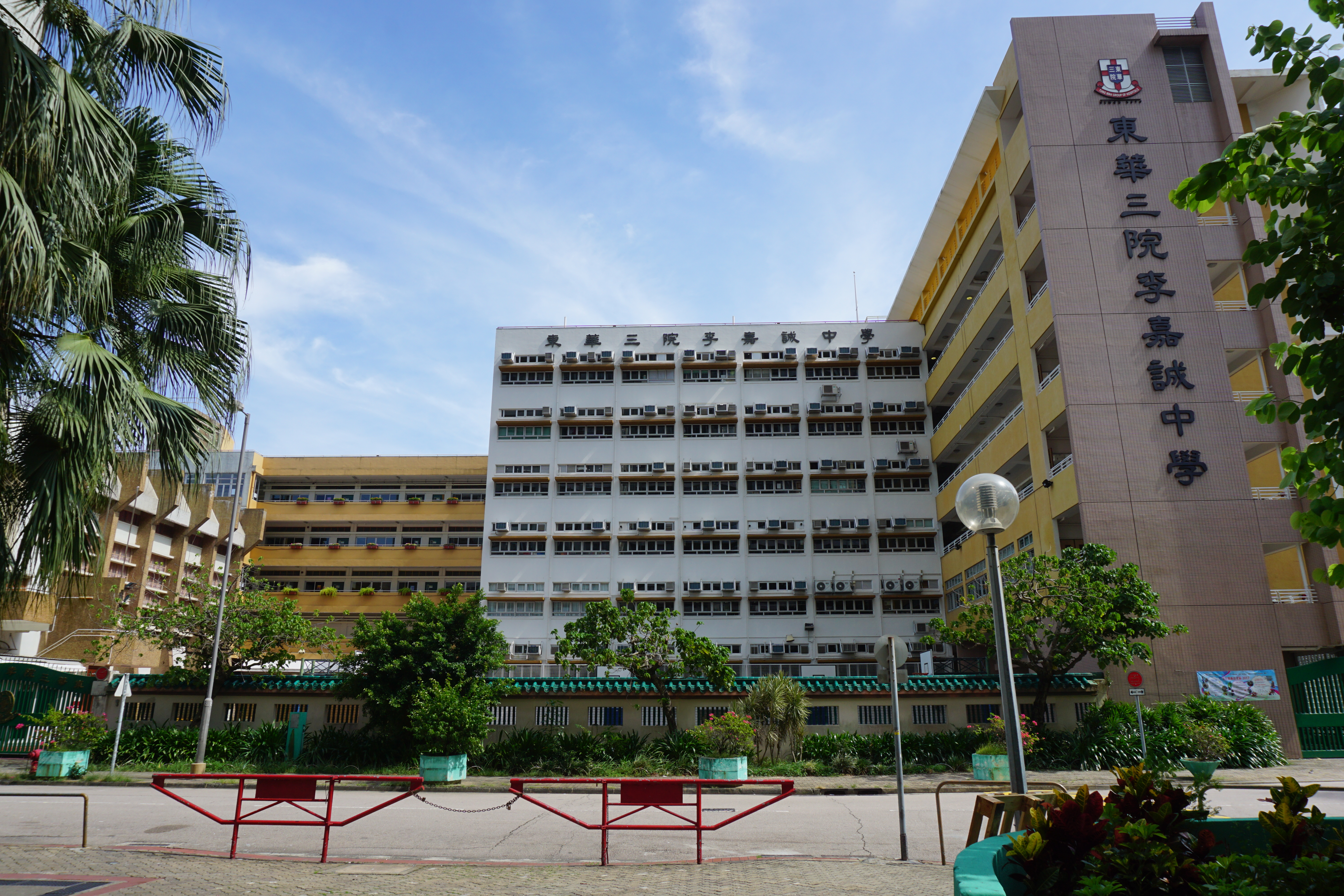
校舍西北面

東華三院李嘉誠中學（英語：TWGHs Li Ka Shing College）位於香港新界粉嶺祥華邨，是由政府津貼的男女中學，是東華三院第十二中學。

## 捐贈人
香港富商李嘉誠捐了龐大的款項給予學校建造校舍及改善學校設施，例如他曾經捐款給學校的禮堂安裝冷氣系統，工程在1997年完工。及後，他再次捐款給學校建造校舍新翼，而新翼在2006年正式落成（部份課室於2005年9月已開始使用），啟用典禮則於2006年舉行。

## 校長
| 姓名   | 就職年份       | 備註                                       |
| ------ | -------------- | ------------------------------------------ |
| 胡國賢 | 1982年－1993年 | 創校校長，轉任孔教學院大成何郭佩珍中學校長 |
| 叢蔣漢 | 1993年－2005年 | 𨍭任東華三院呂潤財中學校長                 |
| 梁學圃 | 2005年－2021年 |                                            |
| 歐文素 | 2021年－       | 曾任東華三院鄺錫坤伉儷中學校長             |

## 學業

### 樂團
該校同時擁有兩個樂團，分別是管樂團和中樂團，管樂團由優質教育基金於1998年撥款95萬成立。

### 薈藝嘉誠
自2002年起，該校每年都會舉辦名為薈藝嘉誠的綜合藝術表演活動。除了該校本身的學生表演外，亦時有邀請其他小學參與表演。歷屆表演場所如下：
| 年份       | 地點                 | 副題                                               | 註                                                    |
| ---------- | -------------------- | -------------------------------------------------- | ----------------------------------------------------- |
| 2002－03年 | 沙田大會堂           | 夏日頌                                             |                                                       |
| 2003－04年 | 校內                 | 薈藝嘉誠 2003                                      |                                                       |
| 2003－04年 | 沙田大會堂           | 難忘．仲夏夜（夏場）                               |                                                       |
| 2004－05年 | 校內                 | 攜手演藝耀嘉誠（冬場）                             |                                                       |
| 2004－05年 | 香港文化中心         | 聲夜悅夜文化夜（夏場）                             |                                                       |
| 2005－06年 | 校內                 | 春頌．心動．我的夢                                 |                                                       |
| 2006－07年 | 校內                 | 藝影．流聲．夢飛揚                                 |                                                       |
| 2007－08年 | 香港浸會大學大學會堂 | 創立經歷 追求卓越                                  |                                                       |
| 2008－09年 | 元朗劇院             | 歌影樂滿「誠」                                     | 因2009年甲型H1N1流感疫情而取消                        |
| 2008－09年 | 校內                 | 薈藝嘉誠綜藝晚會                                   |                                                       |
| 2009－10年 | 元朗劇院             | 戲樂．觸動．延續美夢                               |                                                       |
| 2010－11年 | 元朗劇院             | 雲舞弦動                                           |                                                       |
| 2011－12年 | 校內                 | 翩躚幻影．漫遊樂蹤                                 |                                                       |
| 2012－13年 | 元朗劇院             | 綠野仙蹤                                           |                                                       |
| 2013－14年 | 校內                 | 積跬步．至千里                                     |                                                       |
| 2014－15年 | 校內                 | 躍步留光，燃亮生命                                 |                                                       |
| 2016－17年 | 校內                 | 跨越                                               |                                                       |
| 2020-21年  | 校內                 | 共迎曙光 /Dawn After Darkness                      |                                                       |
| 2021-22年  | 校內                 | 揚帆起航 逐夢起行 /Sail the Sail, Chase our Dreams |                                                       |
| 2022-23年* | 校內                 | 我們CROSSROADS                                     | 邀請了邱金元中學管樂團演出、同時開放家長以$40票價入場 |

## 學校刊物

### 津筏
《津筏》為東華三院李嘉誠中學的官方刊物，是一本由老師和學生負責的校刊。
《津筏》會於每個學年的結尾時出版特刊，收錄整年的校園點滴外，也特別展出了全校所有師生為該刊提供自創的文章或其他作品。

### 泂酌
《泂酌》亦同為東華三院李嘉誠中學的官方刊物，是一本由老師負責的創作文集。
學校編訂此一文集配合網上分享平台，以將同學出色待的文章刊載，與人分享交流。

## 圖片

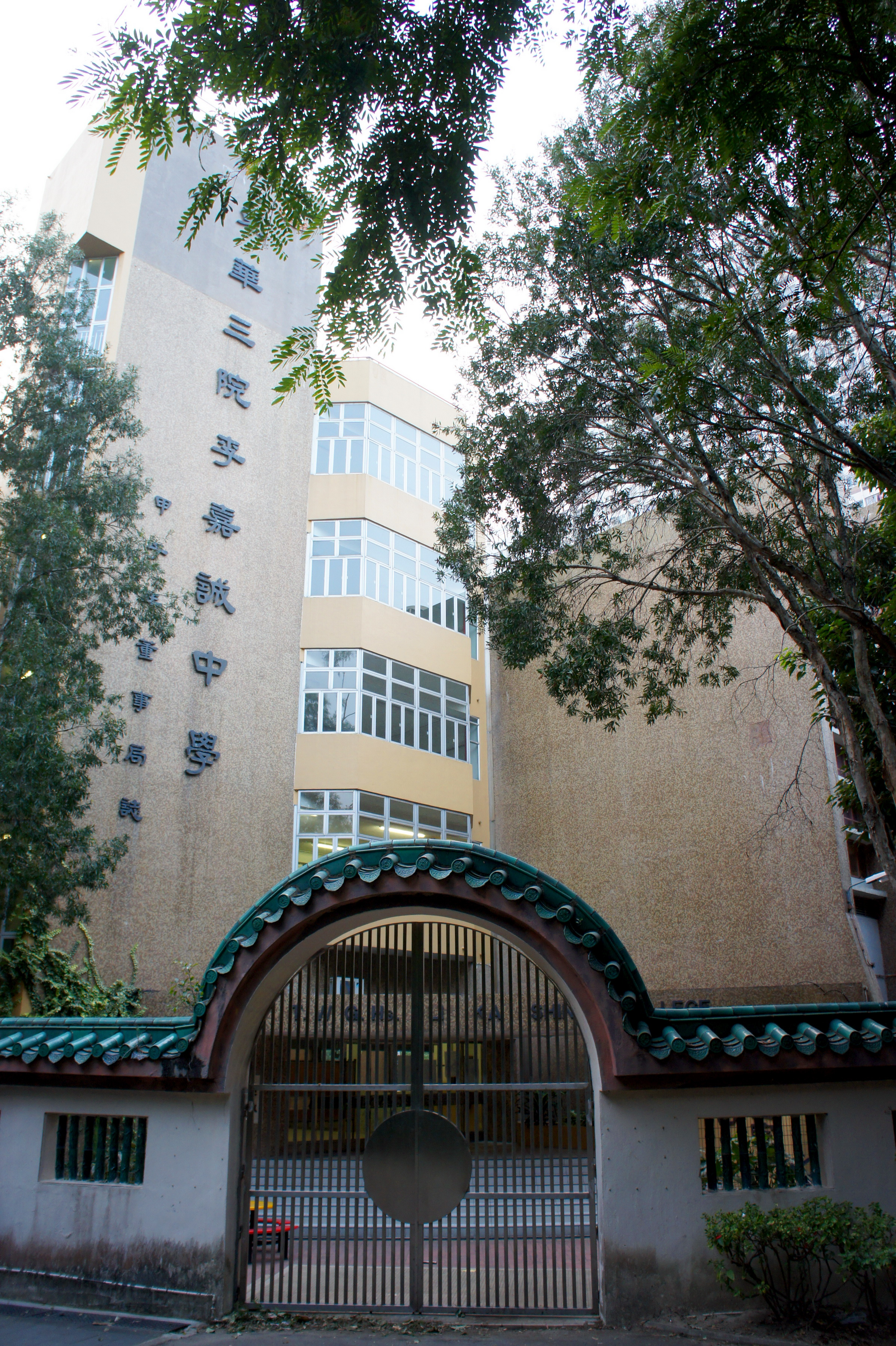
校園正門入口
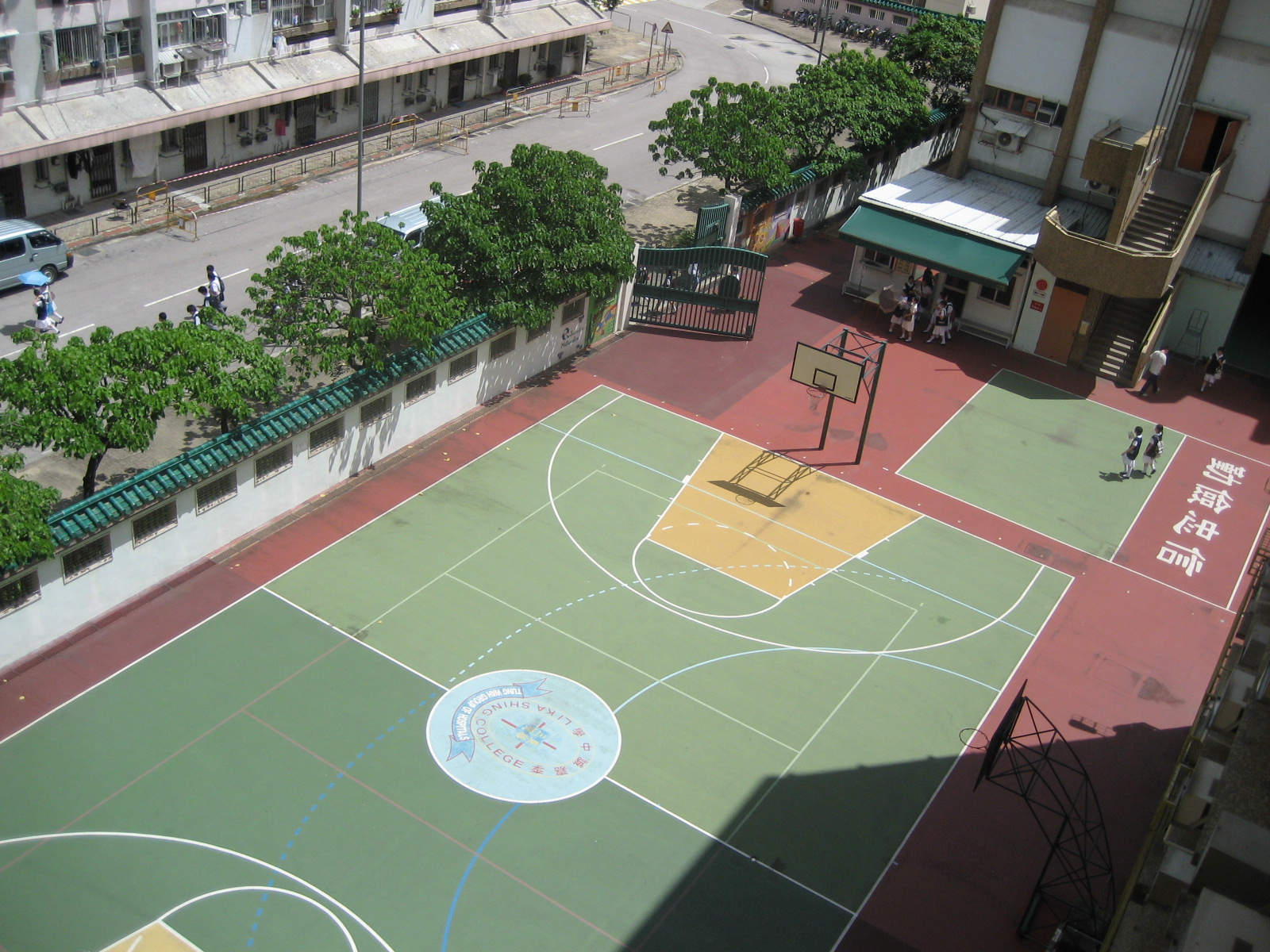
校內操場
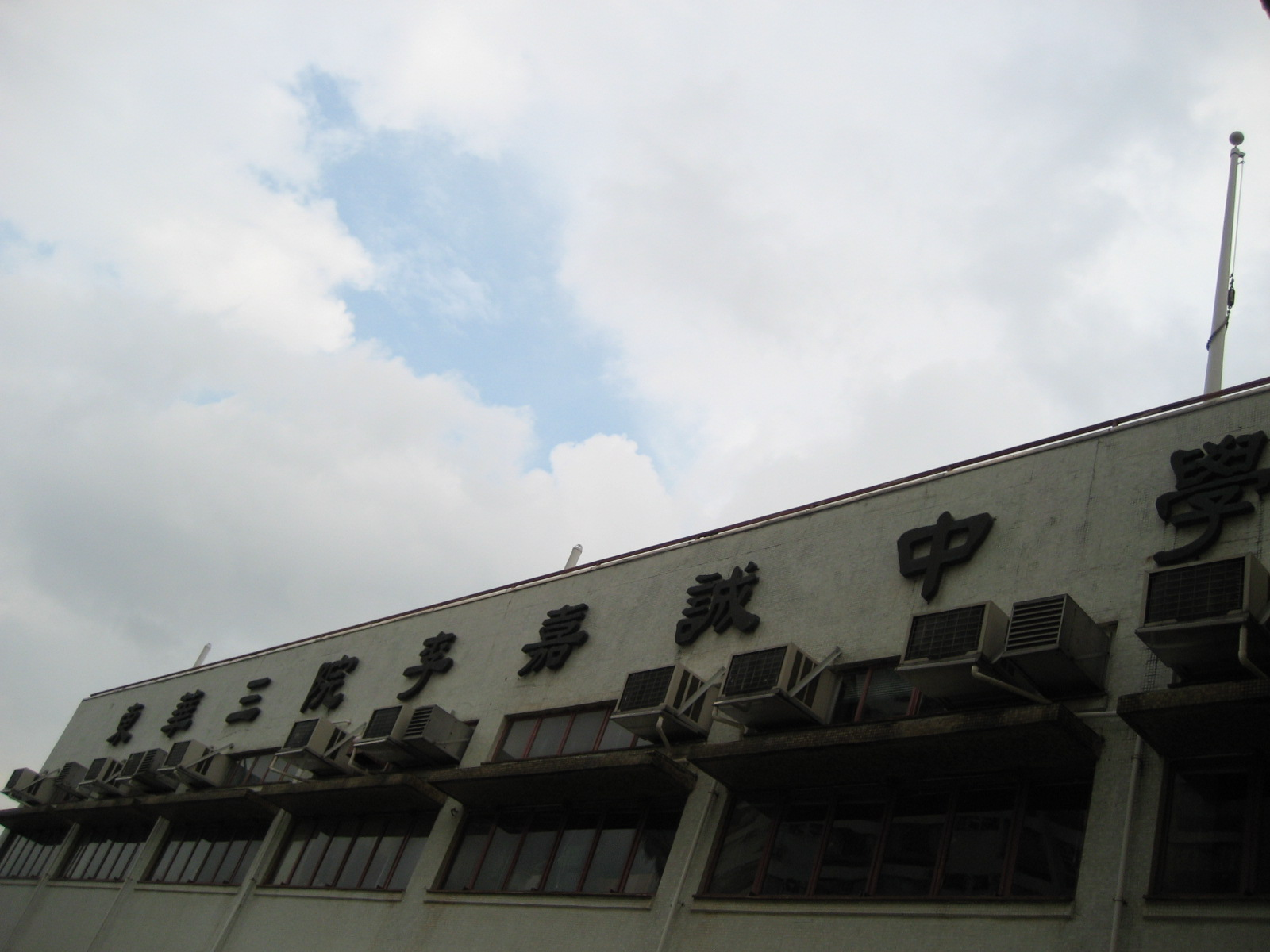
頂樓校名
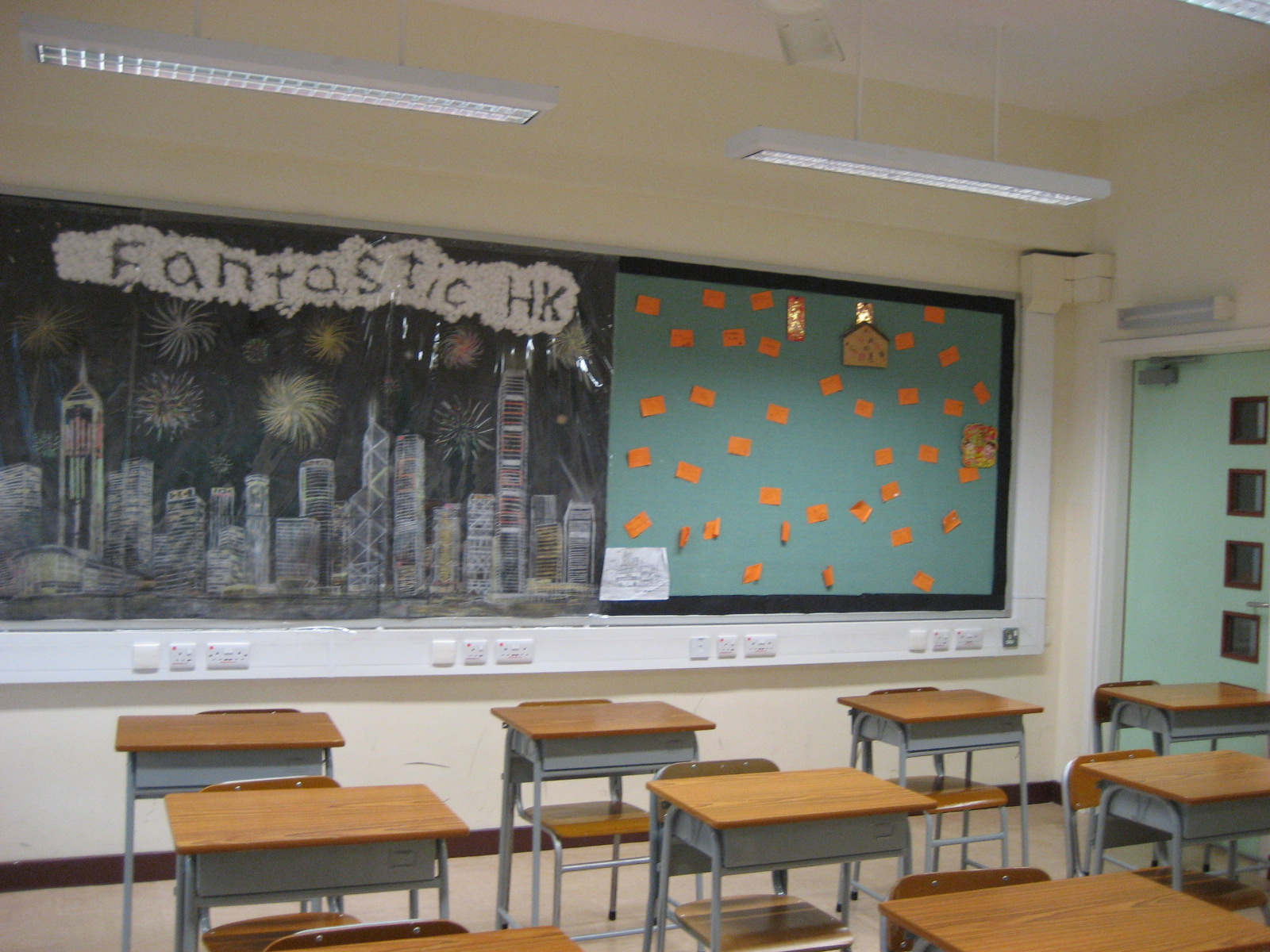
新翼課室內部
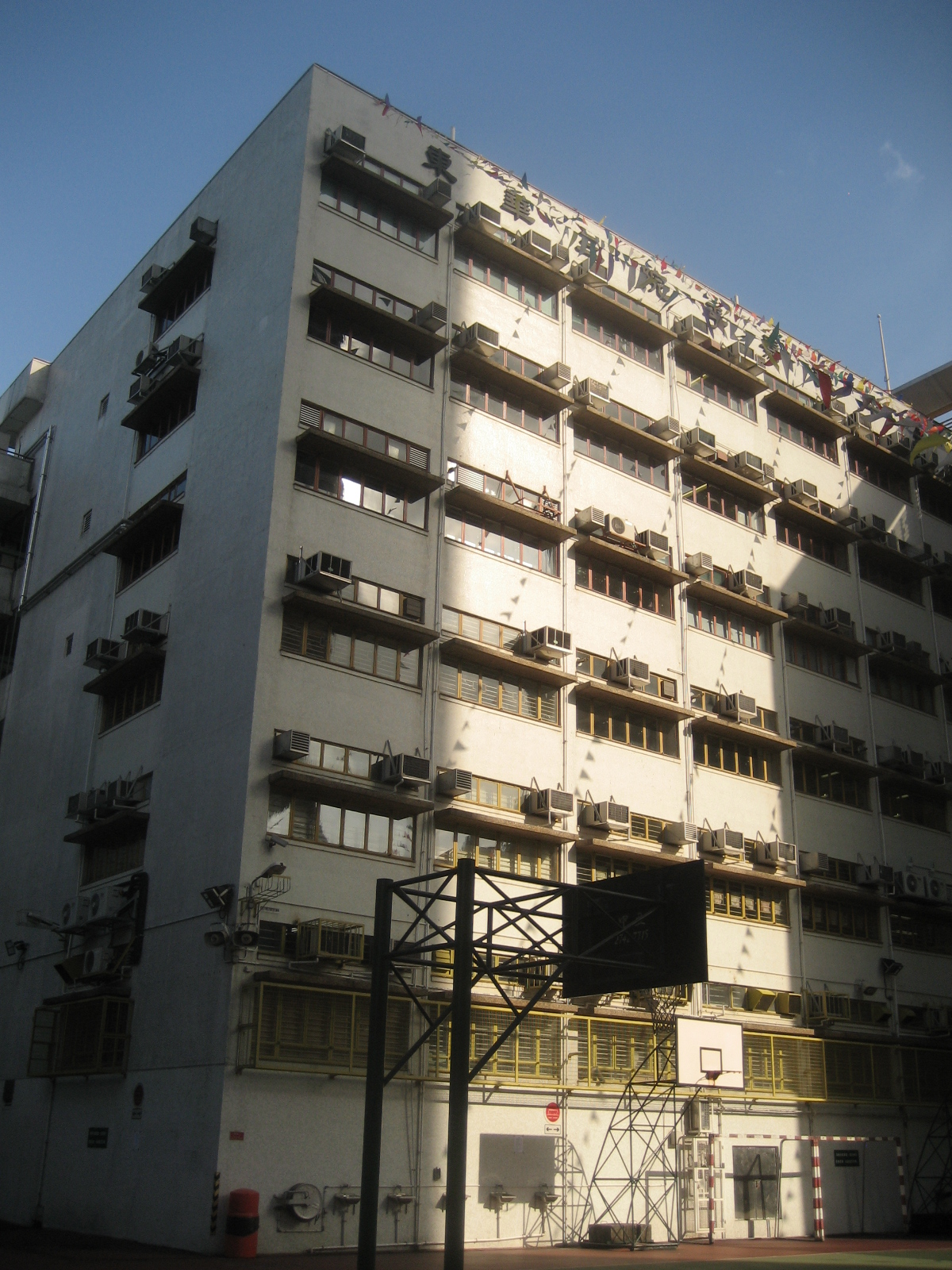
校舍主樓
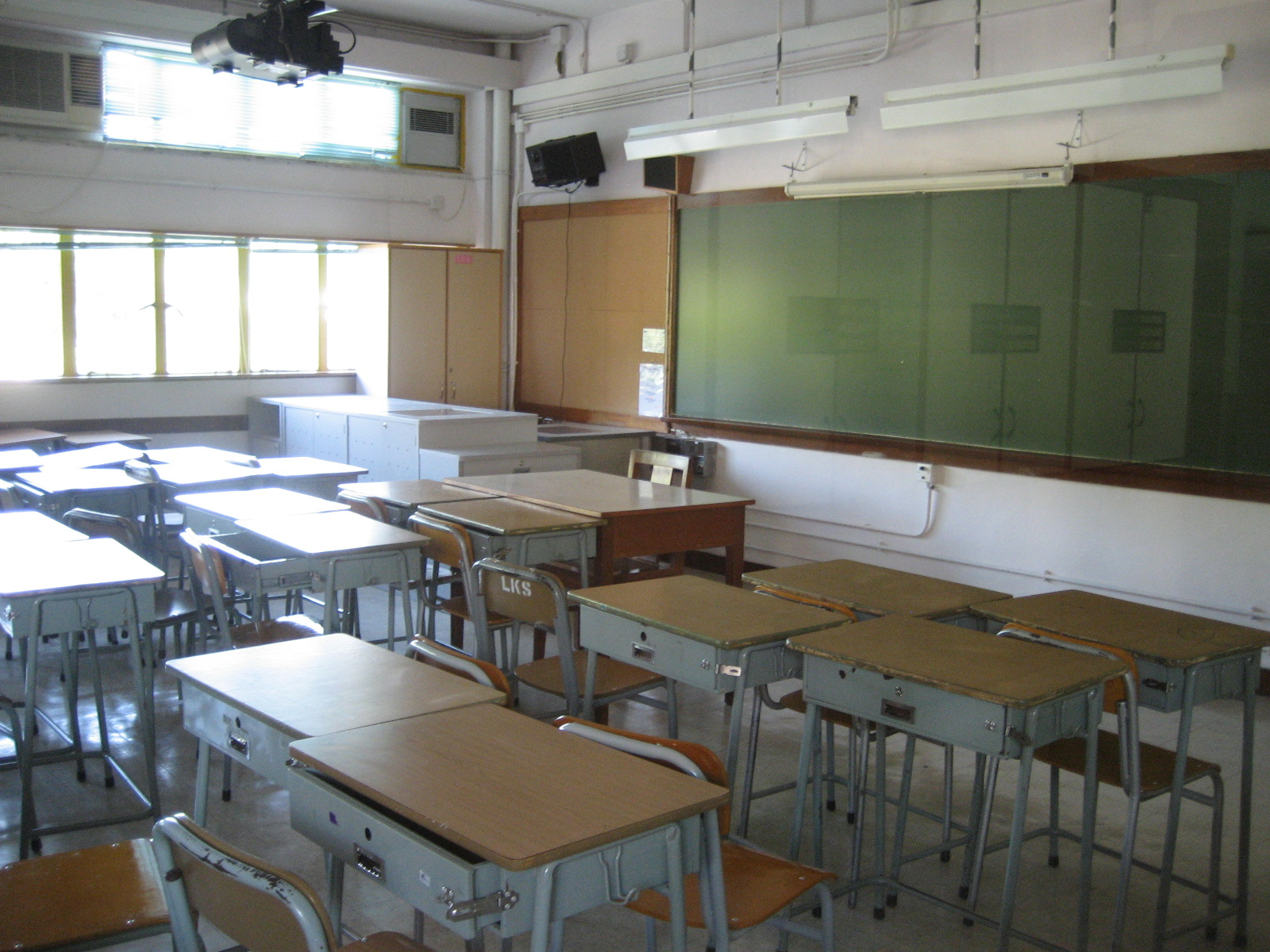
主樓課室內部
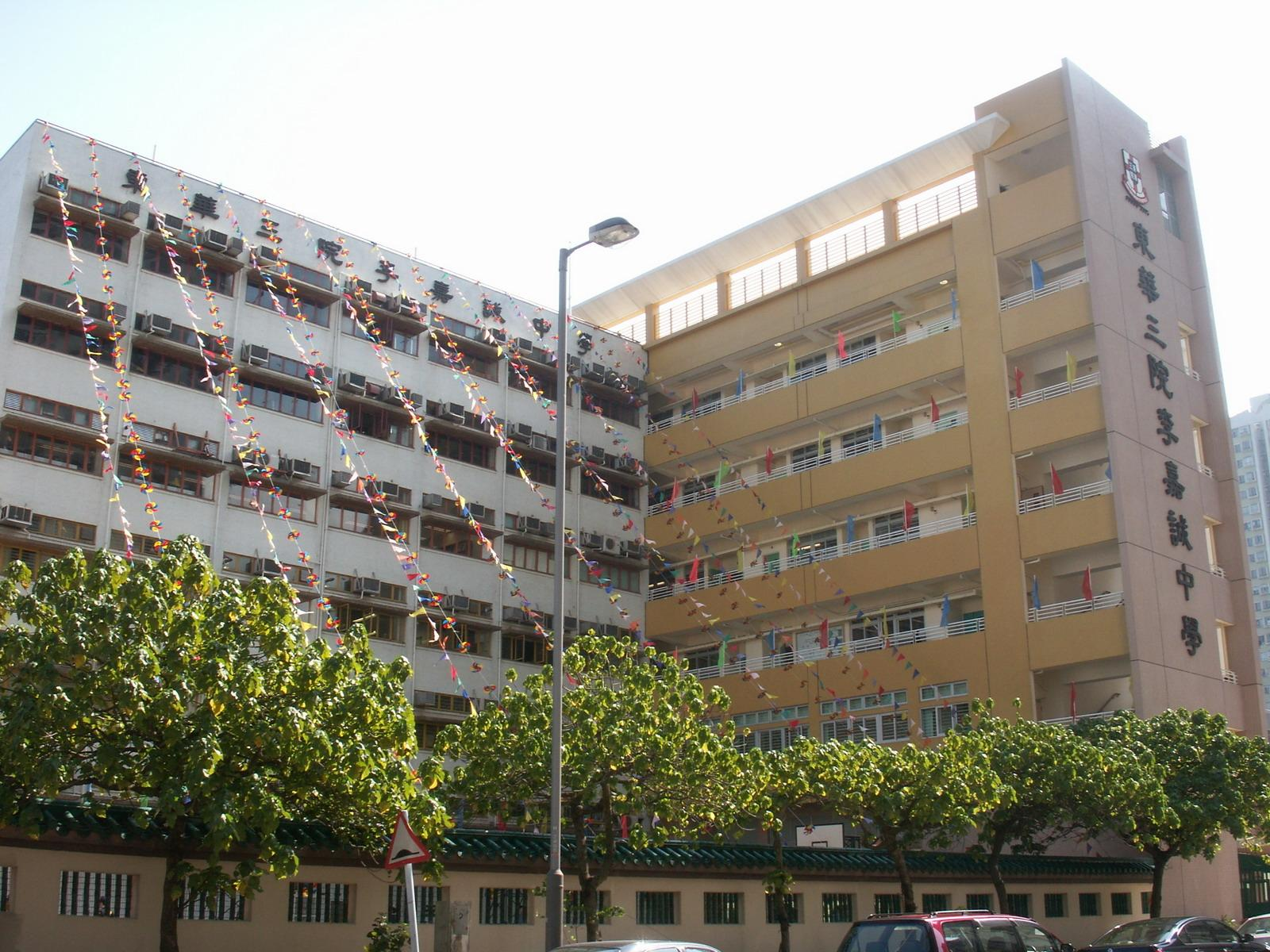
校舍新翼（右）
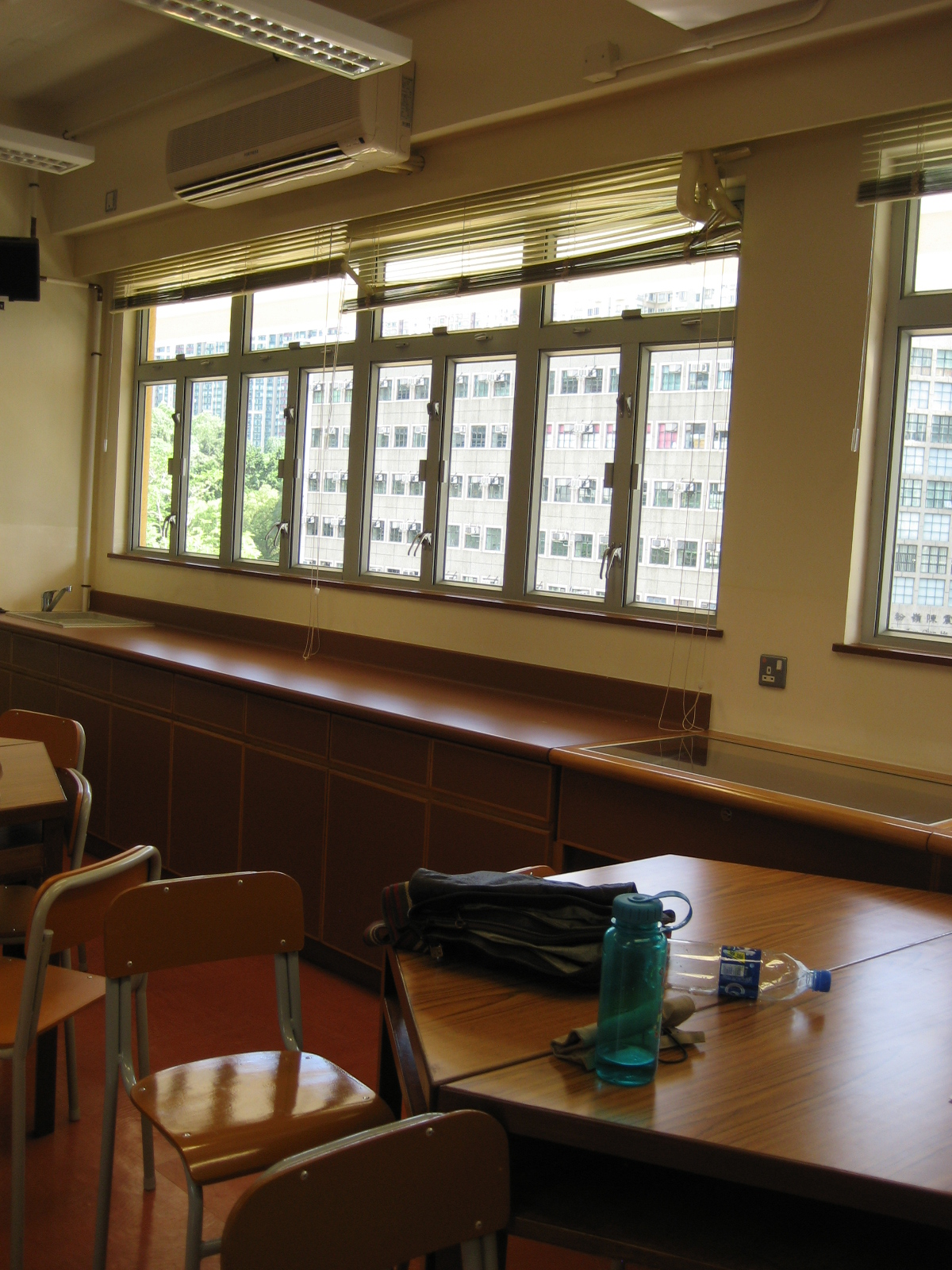
地理室一角